# Leonardo Viotti
Leonardo Gastón Viotti (Rafaela, 31 de julio de 1987) es un político argentino y Licenciado en Organización Industrial perteneciente a la Unión Cívica Radical. Desde 2017 a 2023 fue concejal y actualmente se desempeña como Intendente de la Ciudad de Rafaela.

## Formación Académica
Se graduó con un título de Licenciado en Organización Industrial de la UTN – Sede Rafaela. Durante su tiempo en la universidad, comenzó a participar activamente en la Franja Morada, lo que desarrolló su interés por la política. Con el tiempo, asumió la presidencia de la Juventud Radical, primero a nivel municipal y luego a nivel provincial. 

## Carrera Política
Trabajó en el Ministerio de Ciencia y Tecnología de la Provincia de Santa Fe desde 2014 al 2017. En el año 2017 fue elegido concejal de Rafaela por la coalición Cambiemos-UCR,  en una elección histórica en la que obtuvo cuatro de las cinco bancas en juego para el Concejo, algo que no sucedía desde 1983.
En el año 2019 se postuló como candidato a Intendente de Rafaela y obtuvo el segundo lugar, con un 32,91% de los votos. En las elecciones de medio término de 2021 fue reelecto como concejal.
En 2023 se postuló por segunda vez como candidato a Intendente y esta vez ganó la elección con el 49% de los votos. El 30 de noviembre de ese mismo año renunció a su banca como concejalpara asumir su nuevo rol.
El 10 de diciembre de 2023 asumió como Intendente de la Ciudad de Rafaela, después de 32 años de hegemonía del Partido Justicialista en la intendencia municipal.

## Intendente de Rafaela (2023 - Actualidad)

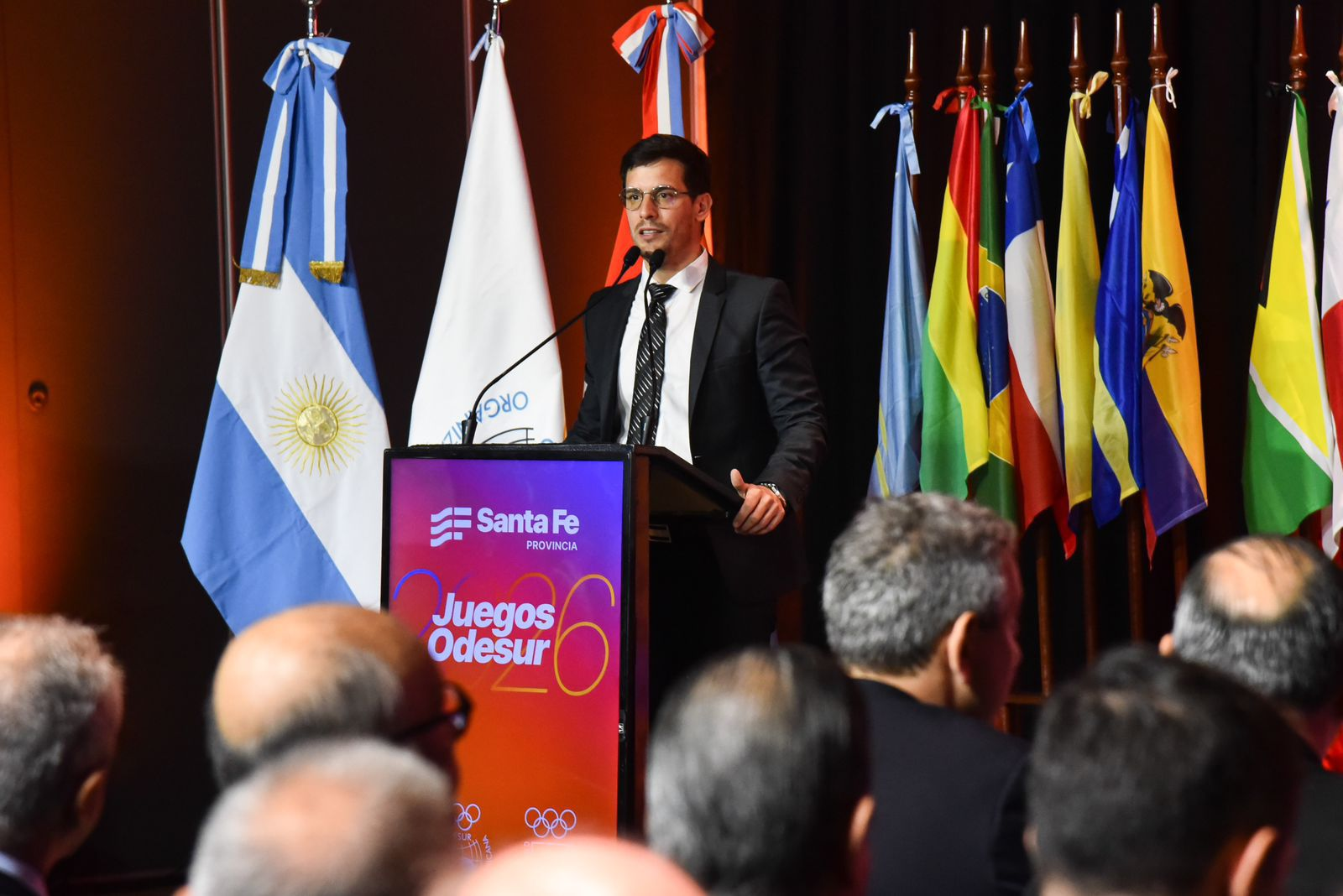
Leo Viotti en la presentación de los Juegos Odesur 2026.

El eje principal de su gestión inicial fue el combate a la inseguridad, trabajando en estrecha colaboración con el gobierno provincial de Maximiliano Pullaro. Entre sus primeras medidas destacan el desmantelamiento de redes delictivas vinculadas al robo de metales, la implementación del programa "Vecinos en Alerta", y la gestión para el traslado de 25 internos de la Alcaidía local hacia la cárcel de Las Flores para reducir la superpoblación carcelaria.
En materia administrativa, encontró un municipio con importantes desafíos financieros y estructurales, implementando medidas de austeridad que incluyeron la reducción del 50% en gastos de proveedores de servicios, reemplazándolos por mano de obra municipal. En el ámbito social, centralizó la entrega de refuerzo alimentario en dependencia municipal para mejorar el control de recursos, brindando asistencia a comedores, merenderos y familias de la ciudad.
En cuanto a seguridad y tecnología, modernizó el sistema de videovigilancia con la adquisición de 159 cámaras de última generación y la actualización de las cámaras LPR (Lectoras de Patentes), mejorando significativamente la capacidad de monitoreo de la ciudad. Fortaleció el Centro de Monitoreo (CeMU) incorporando nuevo personal y estableció un trabajo conjunto con fuerzas federales como Gendarmería Nacional y Policía Federal.

### Equipo de Gobierno
| Gabinete gubernamental de Leonardo Viotti               | Gabinete gubernamental de Leonardo Viotti | Gabinete gubernamental de Leonardo Viotti |
| Cartera                                                 | Titular                                   | Período                                   |
| ------------------------------------------------------- | ----------------------------------------- | ----------------------------------------- |
| Secretaría Privada de Intendencia y Comunicación        | Iván Matías Viotti                        | 10 de diciembre de 2023 - actualidad      |
| Secretaría de Gobierno y Modernización                  | Germán Juan Bottero                       | 10 de diciembre de 2023 - actualidad      |
| Secretaría de Prevención y Seguridad                    | Juan Manuel Martínez Saliba               | 10 de diciembre de 2023 - actualidad      |
| Secretaría de Hacienda y Finanzas                       | Silvina Alejandra Bravino                 | 10 de diciembre de 2023 - actualidad      |
| Secretaría de Desarrollo Humano y Salud                 | Gabriel Alejandro Cáceres                 | 10 de diciembre de 2023 - actualidad      |
| Secretaría de Infraestructura, Servicios y Ambiente     | Nicolás Asensio                           | 10 de diciembre de 2023 - actualidad      |
| Secretaría de Educación y Cultura                       | Norma Becchio                             | 10 de diciembre de 2023 - actualidad      |
| Secretaría de Desarrollo Económico, Innovación y Empleo | Patricia Imoberdorf                       | 10 de diciembre de 2023 - actualidad      |
| Subsecretaría de Auditoría, Evaluación y Transparencia  | Silvina Imperiale                         | 10 de diciembre de 2023 - actualidad      |
| Subsecretaría de Desarrollo Urbano y Metropolitano      | Maria Emilia Vidal                        | 10 de diciembre de 2023 - actualidad      |
| Subsecretaría de Servicios Públicos y Ambiente          | Juan Pablo Aversa                         | 10 de diciembre de 2023 - actualidad      |
| Subsecretaría de Deportes y Recreación                  | Hugo Morel                                | 10 de diciembre de 2023 - actualidad      |